# Хоперський заповідник
Хопе́рський запові́дник, повна офіційна назва Хопе́рський держа́вний приро́дний запові́дник (рос. Хопёрский государственный природный заповедник) — природний заповідник, розташований у Воронезькій області Росії. Заснований 10 лютого 1935 року. Площа охоронюваної території становить 16 200 га. Заповідник створений задля охорони природного комплексу заплави річки Хопер, зокрема, оселищ реліктового звіра хохулі. Його флора налічує близько 1200 видів вищих рослин, а також 68 видів лишайників, близько 400 видів водоростей, 332 види грибів. Фауна Хоперського заповідника налічує близько 340 видів хребетних тварин, в тому числі ссавців 46 видів, птахів — 236, плазунів — 9, земноводних — 9, риб — 40. Заповідник отримав свою назву від головного географічного об'єкта на його території — річки Хопер.

## Історія
Борисоглібський лісовий масив, який наразі займає більшу частину сучасного Хоперського заповідника, був виключений із загального користування ще наказом царя Петра I, який у 1703 році дозволив вирубати окремі дерева виключно для суднобудівничих потреб. Катерина II наприкінці XVIII століття віддала цей ліс у користування дворянам. Започатковане ними суцільне вирубування обмежив імператор Павло I, який наказом від 21 червня 1799 року заповідав частину Борисоглібської пущі — Теллерманівський ліс. Для державних потреб в ньому проводили обмежене вирубування лісосіками завширшки до 12,5 саженів, а окремі ділянки не підлягали вирубуванню зовсім. У 1820-х роках задля його охорони створили мережу лісових «кордонів» (лісницьких колиб), а також залучили кінних козаків (так званих «черкесів»). Втім, 1875 року ці ліси перейшли до повітового відомства, яке практикувало суцільне вирубування, нищівна експлуатація хоперських лісів тривала до 1935 року.
На початку XX сторіччя в Російській імперії значною мірою були підірвані мисливські ресурси, а деякі особливо вразливі види тварин (бобри, зубри, хохулі) постали на межі винищення. Після встановлення радянської влади на державному рівні прийняли програму відновлення найцінніших об'єктів мисливства. Успішний досвід щойно утвореного Воронезького заповідника, в якому лише за кілька років досягли помітних результатів в охороні європейського бобра, спонукав науковців заповідати також і водойми, придатні для розмноження хохулі. Найбільшу кількість таких було виявлено у заплаві Хопра, тому 10 лютого 1935 року на цих землях заснували Хопе́рський держа́вний запові́дник.
Площа заповідної території тоді складала 9000 га і ще 8000 га відводили під буферну зону з м'якшим режимом охорони. У другій половині XX століття Хоперський заповідник неодноразово змінював адміністративне підпорядкування, а в 1961—1966 роках діяв як філіал Воронезького заповідника. 1973 року буферну зону навколо нього розширили до 13 100 га, у 1984-му — до 29 800 га. Сучасна площа заповідного ядра складає 16 200 га, площа буферної зони залишилась такою ж.

## Клімат
Хоперський заповідник розташований в зоні лучних степів. Клімат на його теренах помірно континентальний з відносно суворою зимою і спекотним літом. Середньорічна температура повітря 6,23 °C. Найхолодніший місяць — січень, чия середня температура складає –8,84 °C. Середня температура найтеплішого місяця, липня, дорівнює 25,9 °C. Територія заповідника зазнає відчутних кліматичних змін внаслідок глобального потепління, наприклад, у 1980-х роках середні температурні показники за рік, січень і липень, відповідно, становили 5,8 °C, –10,2 °C та 20,9 °C. Найнижча температура зареєстрована у 1942 році (–42,4 °C), а найвища у 1971 році сягнула 42,8 °C. Безморозний період із температурами вищими за 5 °C триває в середньому 199 днів з коливаннями від 111 до 248 днів. Середньорічна тривалість вегетаційного періоду складає 156 днів. Ґрунт промерзає на глибину 30—68 см (в середньому на 48 см). Безльодовий період триває 233 дні, товщина льоду сягає в середньому 22 см.
Середньорічна кількість опадів 556,4 мм, за порами року вона розподілена наступним чином: взимку випадає в середньому 142,4 мм, навесні — 116,2 мм, влітку — 153,5 мм, восени —  144,1 мм. Найбільше опадів спостерігають в липні (58,9 мм), найменше — в березні (33,6 мм). Відносна вологість повітря взимку сягає 84 %, навесні і восени приблизно однакова (72—78 %), а влітку найменша — 66 %. У дощові роки річна кількість опадів може сягати 800 мм, але часто трапляються посушливі роки, коли вона не перевищує 300—400 мм. Під час таких посух деякі з водойм заповідника пересихають. Сніговий покрив тримається в середньому 114 днів. Його потужність також нерівномірна за роками, в малосніжні зими снігу може не бути зовсім, а в суворі товщина снігового покриву може сягати 90 см, його середня висота в лісі сягає 28,6 см, в полі — 25,1 см.
Ясних днів у році 52,4, найчастіше такі бувають у серпні—вересні, похмурих днів в середньому 129,7 на рік, найбільш малосонячні місяці у заповіднику грудень і січень. Взимку переважають вітри південні, південно-західні й південно-східні, влітку — південно-західні, західні й північно-східні.

## Географія та гідрологія
Хоперський заповідник обіймає терени Новохоперського, Поворинського і Грибановського районів Воронезької області. Його територія витягнута з півночі на південь уздовж річища Хопра на 52 км. Кордони заповідника не збігаються з природними перешкодами і мають вельми складну конфігурацію. Поблизу них розташовані села Нижній Карачан, Алфьоровка, Варваріне, містечко Новохоперськ. Адміністрація заповідника розташована в селі Варваріне.

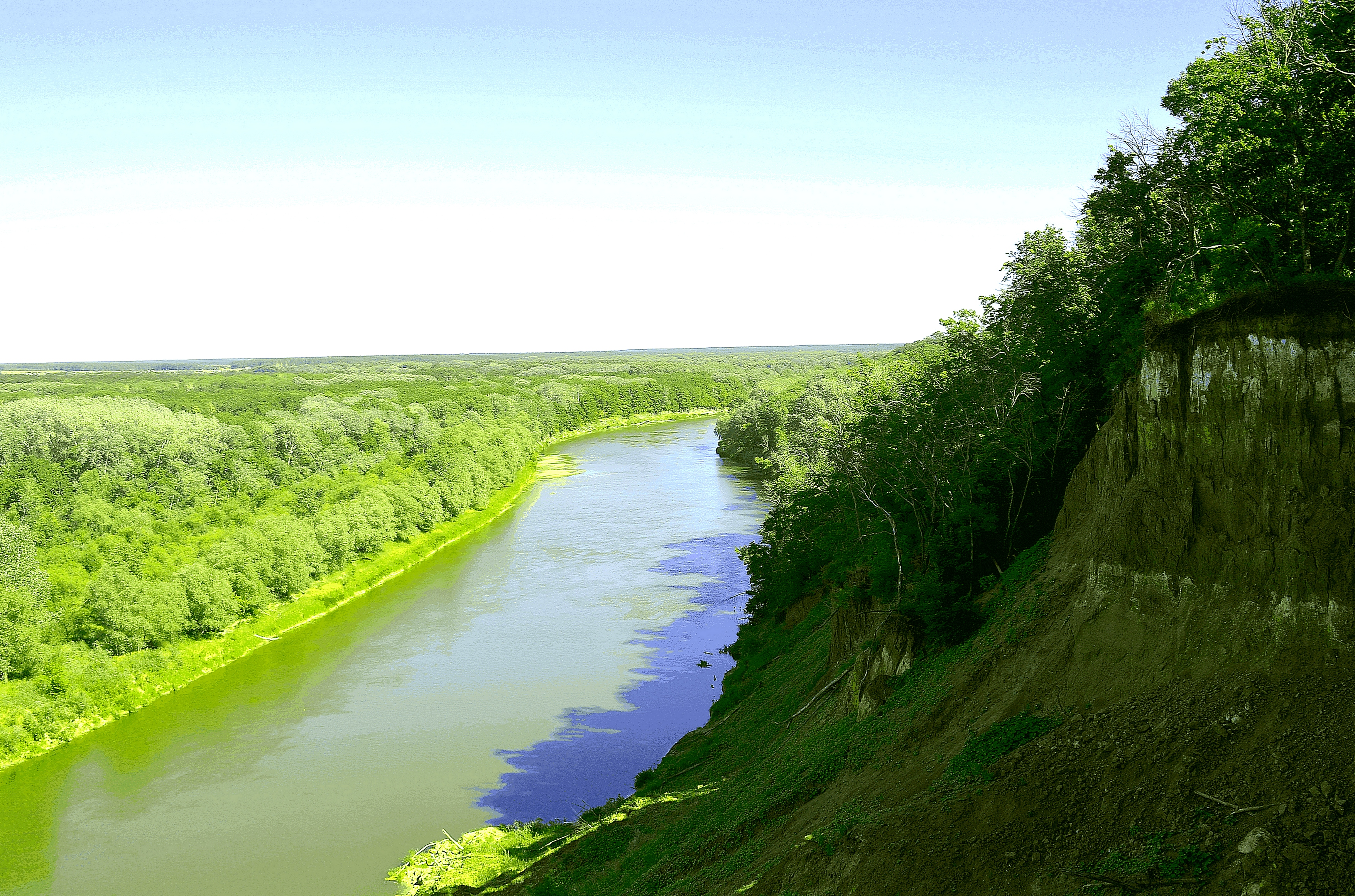
Порівняльний вигляд лівого і правого берегів Хопра.

Хоперський заповідник лежить у південно-східній частині Оксько-Донської рівнини. Хопер в його межах не просто найбільша водна артерія, але і головний фактор, що формує рельєф усієї заповідної зони. Він протікає заповідником з півночі на південь, розділяючи його територію на дві нерівні частини: правобережну (близько 6200 га) і лівобережну (близько 10 000 га). Річище Хопра на цих землях надзвичайно звивисте, з численними меандрами. Правий берег річки, як правило, високий, а лівий — пологий. Найбільші притоки Хопра — Карачан і Калмичок, що впадають у нього на півночі охоронної зони. Нижче за течією Хопер вбирає води лише дрібних струмків. Ширина Хопра в межень становить 60—100 м, в цей період глибина на перекатах не перевищує 50 см, а на плесах сягає 9—10 м.
В межах заповідної зони долина Хопра розширюється з 10 до 25—30 км, сягаючи завглибшки 70—90 м. У цьому природному котловані вирізняють лівобережні надрічкові тераси: перша заввишки до 10 м простягається на 500 м від берега, друга заввишки до 20 м має ширину до 5 км. Заплава Хопра завширшки 2—4 км, подекуди звужується до 1 км, а в гирлі Карачана розширюється до 10 км. Вона має два рівні: низький заввишки 1—3 м і високий заввишки до 5,5 м. Лівобережні тераси мають слабохвилясту поверхню, на якій неширокі балки розділені еоловими (вітровійними) пагорбами 2—3 м заввишки. Правобережна надзаплавна частина має вигляд плато, що здіймається на висоту 80—175 м над рівнем моря, крутизна його схилів становить 20—40°. Плато сильно розчленоване балками і ярами, що відкриваються у долину річки. Подекуди відслонення гірських порід сягають заввишки 200 м. Заплава Хопра, натомість, має рівнинний рельєф, пересічений лише прирічковими піщаними валами, старицями і промоїнами.
Наявність цих форм мікрорельєфу сприяє утворенню вторинних водойм. У заплаві Хопра налічують до 400 озер, а також численні «баклужі» — тимчасові водойми, що висихають у спеку або сильний мороз. Найбільші заплавні озера Юрмище (45,1 га), Соснове (29,3 га), Старий Хопер (16 га), Ореховське (14,1 г). Зазвичай вони витягнуті уздовж річища Хопра або мають підковоподібну форму, тому їх вважають колишніми старицями річки, що відділились від основного річища при зміні водотоку. Наймолодші з озер такого типу з'явились у 1956—1981 роках. Ще одне велике озеро, Тальникове (43,2 га), живиться здебільшого водами повеней. Його глибина не перевищує 1,5 м, береги заболочені, дно мулисте і грузьке. У заповіднику є озера, вимиті в терасах повеневими водами, — Серебрянка Городська (10 га) і Серебрянка Удільна (9,3 га). Обидва відносно глибокі (до 12 м), з пологими берегами, що різко уриваються біля кромки води.
Водопілля у Хоперському заповіднику грає вагому роль у геологічних і біологічних процесах, оскільки покриває 80 % його загальної площі. Навесні вільною від води залишається тільки невелика ділянка у центрі охоронної зоні та дрібні острівці на північному сході. Зазвичай водопілля починається наприкінці березня і триває місяць, а в пониженнях вода тримається до двох місяців. Окрім утворення озер повеневі води спричинюють й інші геологічні процеси. Наприклад, високі береги Хопра часто зазнають зсувів ґрунту. Також повені намивають вимитий з берегів матеріал у вигляді кіс, розташованих з протилежного боку від підмитої ділянки. Ширина таких кіс коливається від 20 до 100 м, а довжина може сягати 500 м.

## Геологія та ґрунти
Хоперський заповідник розташований на давній льодовиковій рівнині, на якій річище Хопра прорізає четвертинні відклади. В геологічній будові його теренів задіяні головним чином породи осадового чохла палеозойської і кайнозойської груп, фундаментом яким слугують архейські кристалічні породи магматичного й метаморфічного походження. Кристалічні породи залягають на глибині близько 285 м. Їх перекривають палеозойські породи, представлені відкладами девонської системи, верхнього і середнього її відділів. Із середнього відділу тут поширені породи живетського ярусу, потужністю до 50 м (вапняки, глини, піски і пісковики), а з верхнього — породи франського ярусу, потужністю до 200 м (пісковики, алеврити і глини з прошарками вапняків). У відкладах девонської системи трапляються водоносні горизонти, але зі значною мінералізацією. Відклади кайнозойської групи в межах заповідника представлені в незначних обсягах. Плейстоценові (четвертинні) та голоценові відклади розвинуті лише у заплаві Хопра та його приток.
Хоперський заповідник лежить у підзоні звичайних чорноземів. На узвишшях правобережжя Хопра переважають глинисті й суглинисті потужні чорноземи з вкрапленнями сірих лісових ґрунтів, на терасах лівобережжя — звичайні та піщані чорноземи з вкрапленнями залишково-солончакових солонців. Ґрунтовий покрив заплави пістрявий. Тут формуються ґрунти глеєві заплавні і торф'янисто-глеєві (під лісами), мулисто-глеєві (під заболоченими луками), дерново-лучні та дерново-лучні глеєві (під заплавними луками).

## Флора
Флора Хоперського заповідника налічує близько 1200 видів вищих рослин, 68 видів лишайників, близько 400 видів водоростей (в тому числі 304 види діатомових, 91 вид ціанобактерій), 332 види грибів. Флористичне різноманіття обумовлене розташуванням заповідника на межі двох природних зон — лісостепової та степової, а також наявністю значних заплавних ділянок. Понад 80 % його площі зайнято лісовою рослинністю, незначні за площею ділянки зайняті степами, луками (близько 650 га) і водоймами (450,5 га). Серед лісів Хоперського заповідника переважають діброви (44 %), доволі значні площі займають вільшаники (15,6 %), осичняки (12 %), незначні — топольники, вербові та ясеневі ліси, в'язини, березини, липини, штучні насадження.

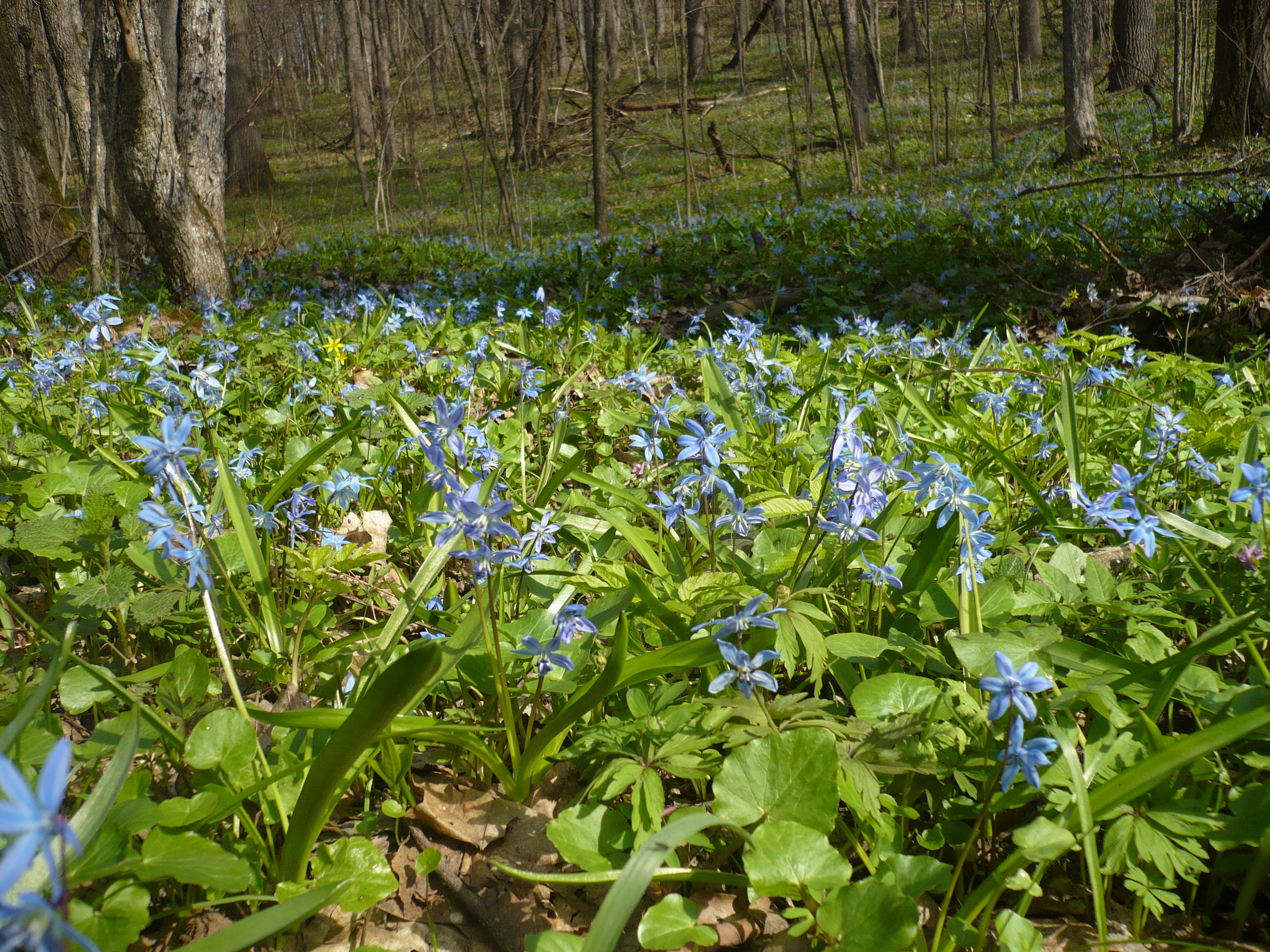
Килим з пролісок пониклих у діброві.

Заповідні діброви представлені двома типами — нагірними і заплавними. У нагірних переважає «ранній» різновид дуба, що навесні розпускає листочки у першій половині квітня. В заплавних дібровах зростають здебільшого «пізні» дуби, на яких бруньки розпукуються на кілька тижнів пізніше. Серед інших дерев, що зростають у першому ярусі дібров, звичайні в'яз шорсткий, клен звичайний, липа дрібнолиста, осика, ясен звичайний, а в підліску — клени польовий і татарський, черемха звичайна. Крім того, у підліску дібров багато чагарників: бруслини бородавчастої і європейської, жостіру проносного, калини звичайної, крушини ламкої, ліщини звичайної, дерену-свидини. На схилах балок до них долучаються більш посухостійкі зіновать руська, терен колючий, шипшина травнева, яблуня рання. За типом трав'яного покриву в Хоперському заповіднику виділяють 10 типів дібров, причому на плато домінують осоковий, осокова-злаковий і яглицево-осоковий типи, на схилах терас і балок — злаковий і різнотравно-злаковий, по тальвегах ярів — кропив'яний, а в заплаві — різнотравно-чагарниковий, конвалієвий і конвалієво-ожиновий типи. В осокових дібровах поміж осоки волосистої, ростуть копитняк європейський, купина рясноцвіта, медунка темна, яглиця звичайна, навесні тут багато зірочок, рясту, пролісків пониклих. В злакових дібровах домінують грястиця збірна, перлівка барвиста, а на окремих ділянках — конюшина альпійська, ластовень звичайний, орляк звичайний, осоки рання і низька, стоколосник безостий, тонконоги дібровний і вузьколистий. У заплавних дібровах серед суцільних заростей конвалії трапляються кущі ожини, куртини кропиви, розхідника звичайного, стоколосника безостого, хвилівника звичайного, яглиці.

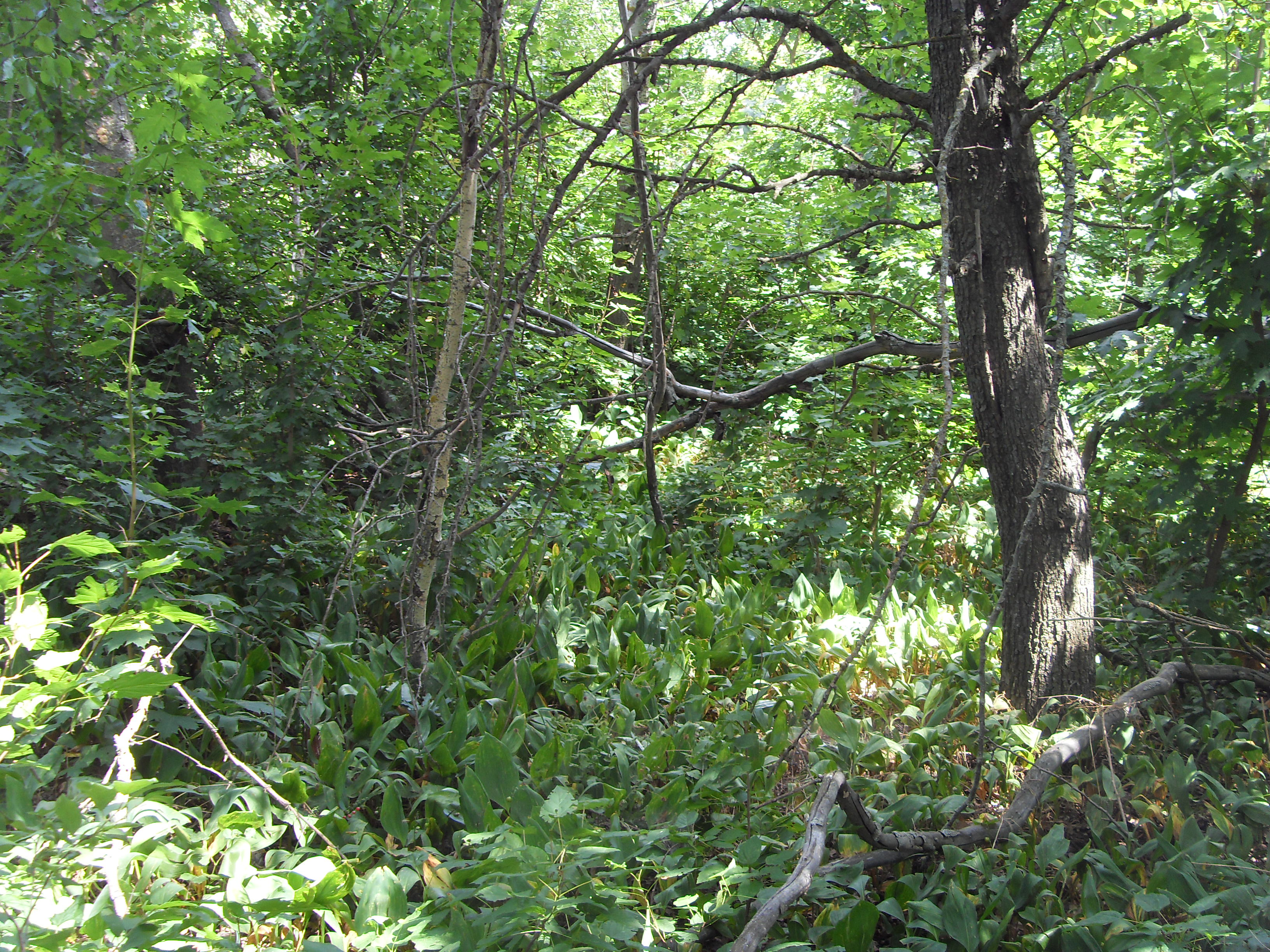
Діброва конвалієвого типу.

Вільшаники Хоперського заповідника утворені вільхою лише одного виду — чорною. На заболочених ділянках до неї подекуди домішуються поодинокі в'язи, осики, зрідка дуб, у підліску багато верб, смородини чорної і черемхи, а в трав'яному покриві зростає лише сама кропива. Уздовж струмків єдиною деревною породою-домішкою у вільшаниках залишається верба, натомість трав'яний покрив урізноманітнюється і в ньому з'являються гадючник, комиш, осока, папороті. Ці столітні ліси — найстаріші вільшаники в європейській частині Росії, їх вважають еталонними деревостанами цієї породи.

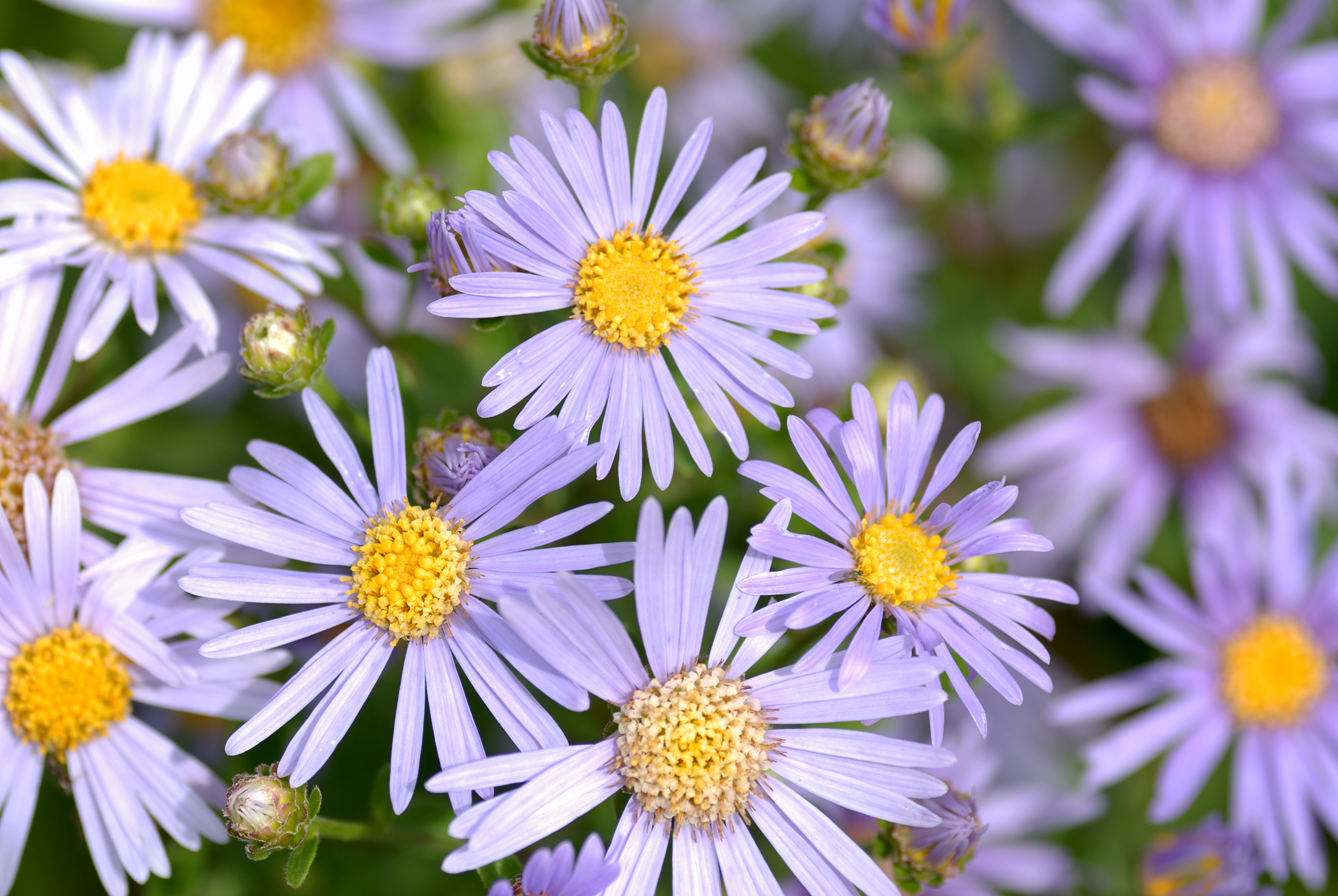
Окраса заповідних степів — айстра волове око.

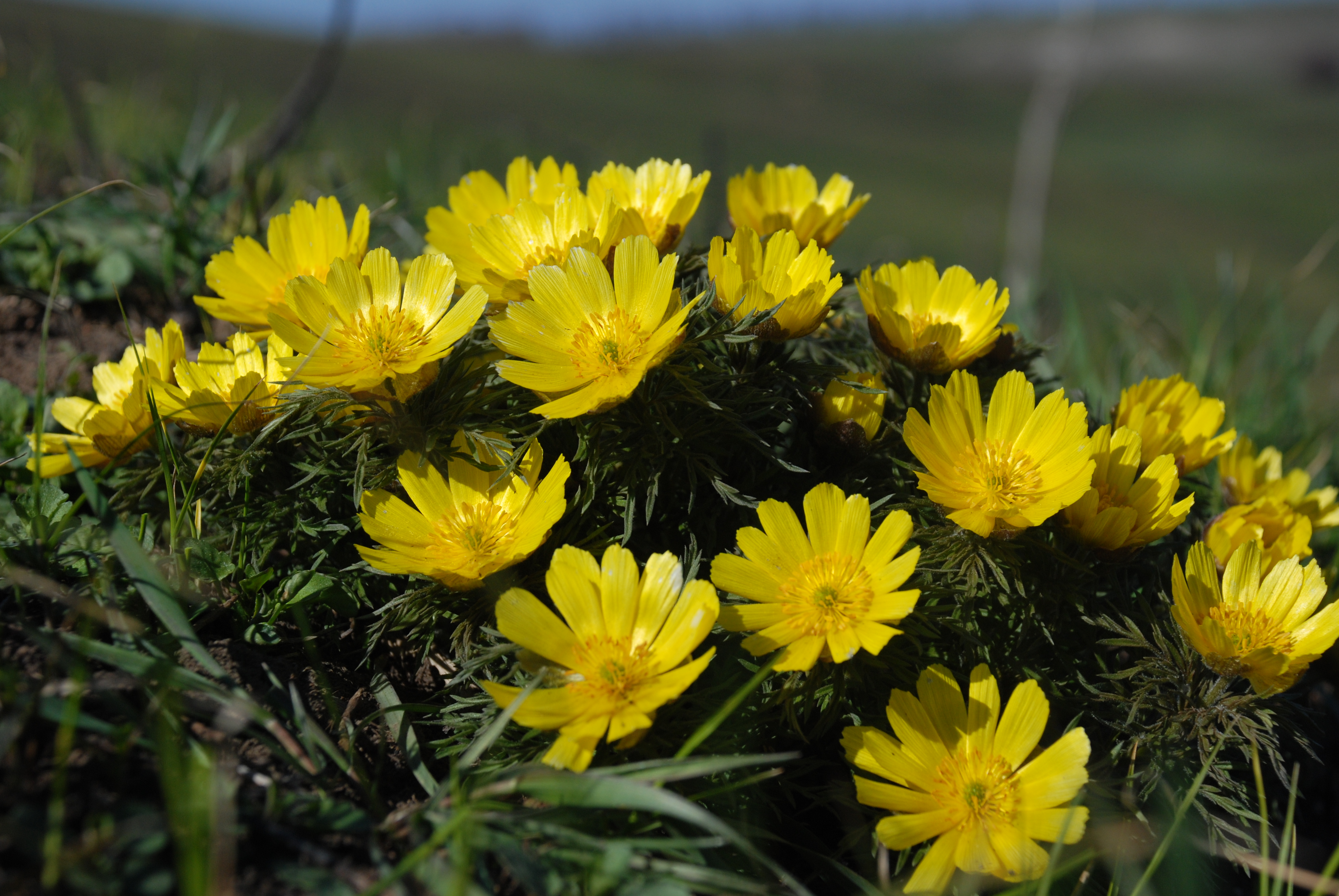
Одним з перших у заповіднику цвіте горицвіт волзький.

Топольники заповідника представлені насадженнями двох типів. Ліси з тополі білої сконцентровані у центральній частині заповідника, вони вирізняються чудовим станом і відновленням. Ліси з осокора ростуть вузькими стрічками по лівобережжю Хопра. Разом із вербовими лісами ці три типи деревостанів займають низькі і вологі ділянки заплави. На противагу їм осичняки розповсюджені фрагментарно як в заплаві, так і в нагірній частині заповідника. Трав'яний покрив в осичняках такий само, як і в дібровах. Оскільки осика недовговічне дерево, то осичняки поступово змінюються дібровами. Ясеневих лісів у Хоперському заповіднику зовсім обмаль, оскільки це дерево не витримує тривалого підтоплення, однак поодинокі ясени повсюдно трапляються як домішка в інших типах лісу. Для в'яза умови хоперської заплави сприятливі, однак в'язини сильно скоротили свою площу після усихання, спричиненого голландського хворобою у 1950-х роках; наразі вони поступово відновлюються. Липини і березини представлені зовсім крихітними фрагментами у північній частині охоронної зони. Крім цих природних, у Хоперському заповіднику є штучні ліси, закладені на степових ділянках. Вони представлені столітніми насадженнями сосни звичайної, які знаходяться в доброму стані.
Попри свою малу площу заповідні степи представлені п'ятьма рослинними асоціаціями. На різних ділянках домінантними видами в них виступають айстра волове око, ковила волосиста, костриця валіська, мигдаль степовий, таволга зарубчаста, полин приморський, пирій середній, смовдь руська. Однак барвисте різнотрав'я, що приваблює око, утворюють інші трави: білі валер'яна бульбиста і деревій звичайний, фіолетові котячі лапки звичайні, перестріч польовий, півники безлисті, серпій променистий і шавлія лісова, жовті медівник і солонечник. Луки заповідника менш цінні, оскільки без косіння заростають чагарниками. Натомість, водойми заповідника, хоча і не приваблюють флористичним розмаїттям, однак цікаві наявністю реліктових видів рослин: водяного горіха, різухи морської, рясочки безкореневої, сальвінії плаваючої.
Слід зазначити, що окрім реліктів заповідник славиться суходільними раритетами. Найбільше рідкісних рослин можна побачити на відкритих ділянках. Це валер'яна бульбиста, вовчки білий та ельзаський, горицвіти весняний і волзький, кермек перетинчастий, льонок Біберштайна, омани високий і німецький. Лише на одному схилі існує крихітна популяція тюльпана Шренка. В дібровах з-поміж рідкісних рослин звичайні зозулинець шоломоносний, любка дволиста, тюльпан Біберштайна. Крім того, ще 6 видів мохів занесені до Червоної книги Воронезької області. Разом з тим, в останні роки в заповіднику спостерігають активне розселення бур'янів та інвазійних видів, як от: дівочого винограду п'ятилисточкового, їжакоплідника виткого, клена ясенелистого, нетреби прибережної, чорнощира звичайного.

## Фауна
Фауна Хоперського заповідника налічує близько 340 видів хребетних тварин, в тому числі ссавців 46 видів, птахів — 236, плазунів — 9, земноводних — 9, риб — 40, круглоротих — 1.

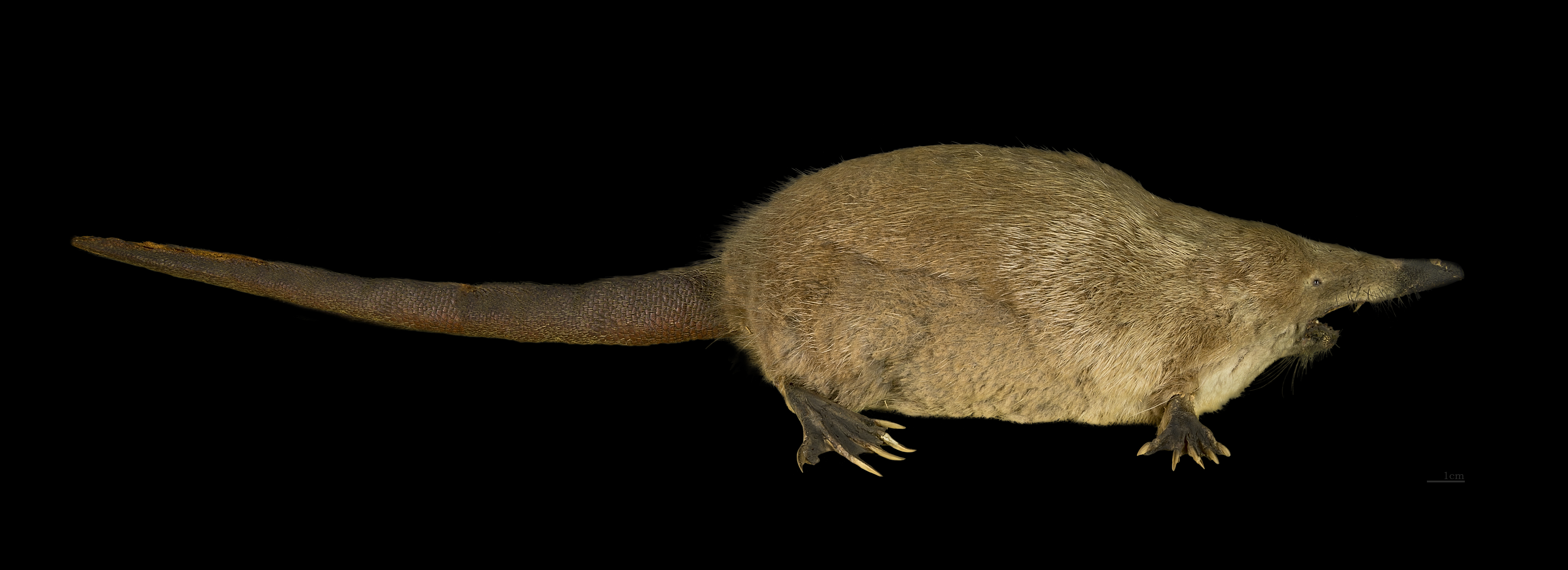
Хохуля руська.

Комахоїдних у Хоперському заповіднику мешкає 7 видів, поруч з малопомітними білозубкою малою та білочеревою, головним об'єктом охорони виступає хохуля руська. Ця тварина є реліктом третинного періоду, до того ж її сучасний ареал обмежений теренами Східної Європи. До XX сторіччя хохулю видобували у великих кількостях (до 60 000 на рік), через що вона опинилась на межі винищення. Після створення охоронної зони тварини в заповіднику стали швидко розмножуватись, і вже у 1947 році хохулю почали відселяти в інші регіони. Наразі її популяція залишається чисельною, хоча і зазнає коливань (від 350 до 2200 особин) в залежності від погодно-гідрологічних умов різних років. Кажани у заповіднику чисельні та різноманітні, оскільки знаходять багато комах над водоймами і дупел-сховищ у старих дібровах. Фоновими видами серед них вважають вечірниць велетенську і дозірну, вуханя звичайного, нічницю водяну і ставкову.
З поміж гризунів у Хоперському заповіднику найбільше мишей, нориць, пацюків. Серед типово деревних гризунів звичайні вивірки та соні лісові. Та найціннішим представником цього ряду залишається бобер європейський. Цей корінний мешканець хоперської заплави був винищений ще до встановлення охоронного режиму. У 1937—1939 роках тут реакліматизували 22 тварини з рідкісним чорним хутром, привезені з розташованого неподалік Воронезького заповідника. До 1950 року їхня чисельність збільшилась до 500, що дозволило відловлювати бобрів для подальшого розселення по країні. Загалом до 1973 року із Хоперського заповідника відселили 694 бобра. Наразі популяція цього звіра сягнула 600—700 особин і залишається стабільною.
Велика кількість мишоподібних гризунів приваблює на заповідні терени дрібних хижаків, серед яких фоновими видами є куниця лісова, ласиця мала, тхір лісовий. Дещо рідше трапляються горностай і тхір степовий, а біля водойм — видра річкова. Звичайними можна вважати також борсуків і лисиць, хоча їхня чисельність невисока через брак незатоплюваних водопіллям угідь. Чисельність борсуків має тенденцію до збільшення, з ними конкурують за житло єнотоподібні собаки. Найбільше на популяцію копитних впливають вовки, яких мешкає не менше 12—15 особин. Вони виступають регуляторами чисельності травоїдних і, водночас, стримують розмноження ще більш небезпечних вовкособів.

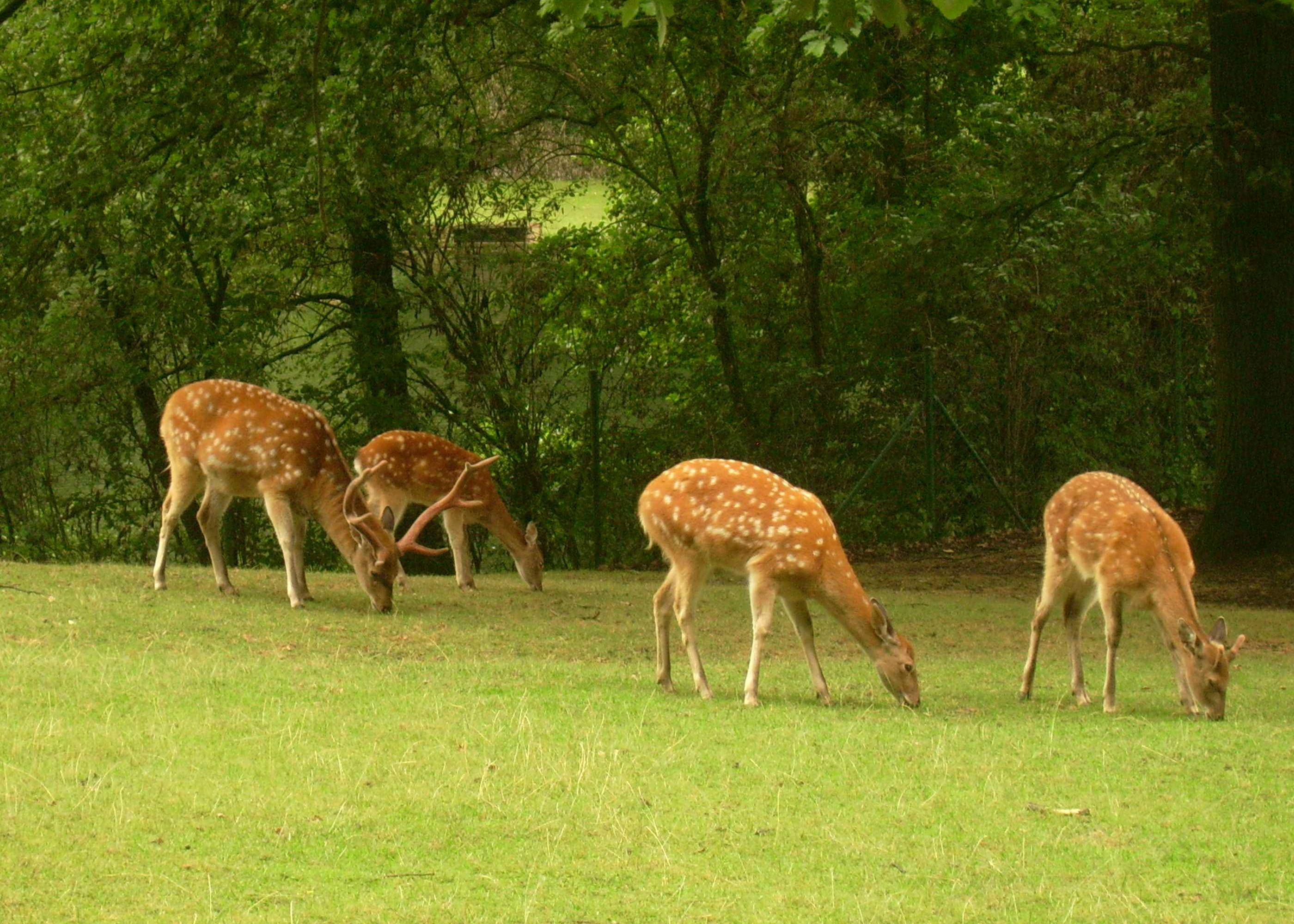
Японські олені — наймасовіші копитні Хоперського заповідника.

До встановлення охоронного режиму копитних у Хоперському заповіднику не було. Самостійно вселились лось (у 1953 році), сарна (у 1960), свиня дика (у 1962). Чисельність лосів тримається на позначці 80—100 голів, цих тварин приваблюють соснові насадження. Сарн постійно не більше 50—60 особин, їхню чисельність стримують хижаки і конкуренція з більшими копитними. Дикі свині розплодились і в заплавній частині заповідника стали шкодити хохулям. Попри регулярні відстріли їхня популяція перевищує 1500 особин. Крім них до Хоперського заповідника завозили ще три види копитних. Спроба акліматизації сибірських оленів у 1938 році була невдалою. Завезені у 1955 році зубри стали шкодити дібровам і посівам навколо заповідника, тому в 1982 році проєкт їхнього повернення у природу закрили. Найбільш успішною виявилася акліматизація японських оленів: з 27 особин, завезених у 1937 році, їхня чисельність зросла до 2000 у 1985 році. Попри різкі коливання в суворі зими тенденція до росту їхньої популяції зберігається. Плямистих оленів систематично відловлюють для розселення в інші міста, загалом було впіймано понад 1000 голів.
З 236 видів птахів, помічених у Хоперському заповіднику, 79 % гніздові, 11 % перелітні, решта зимуючі. За видовим різноманіттям і чисельністю лідерство тримають дрібні горобцеподібні, зокрема, співочі птахи. У заплавних лісах лунає оглушливий хор вівчариків-коваликів, зябликів, кропив'янок садових, мухоловок білошиїх та сірих, повзиків, великих синиць, у нагірних дібровах частіше можна почути вівсянок звичайних, шпаків, щигликів. Різноманітні дрозди, які представлені п'ятьма видами: білобровим, дроздом-омелюхом, співочим, чорним, чикотнем. В усіх стаціях звичайні вивільги, соловейки. З птахів інших рядів у лісах також часто трапляються дятли, горлиці, припутні, слукви, взимку стають помітними сороки і ворони.
Хижі птахи у заповіднику почувають себе добре, оскільки знаходять чимало поживи серед дрібних пернатих. З нічних хижаків у лісах звичайні сови і пугачі, а з денних — боривітер звичайний, канюк звичайний, кібчик, шуліка чорний, яструби великий і малий. Рідкісні види, занесені до Червоної книги Росії, можна спостерігати або на відкритих просторах (сапсан), або поблизу водойм (орлан-білохвіст, скопа). Взимку до заповідника залітають беркути та орли-могильники.

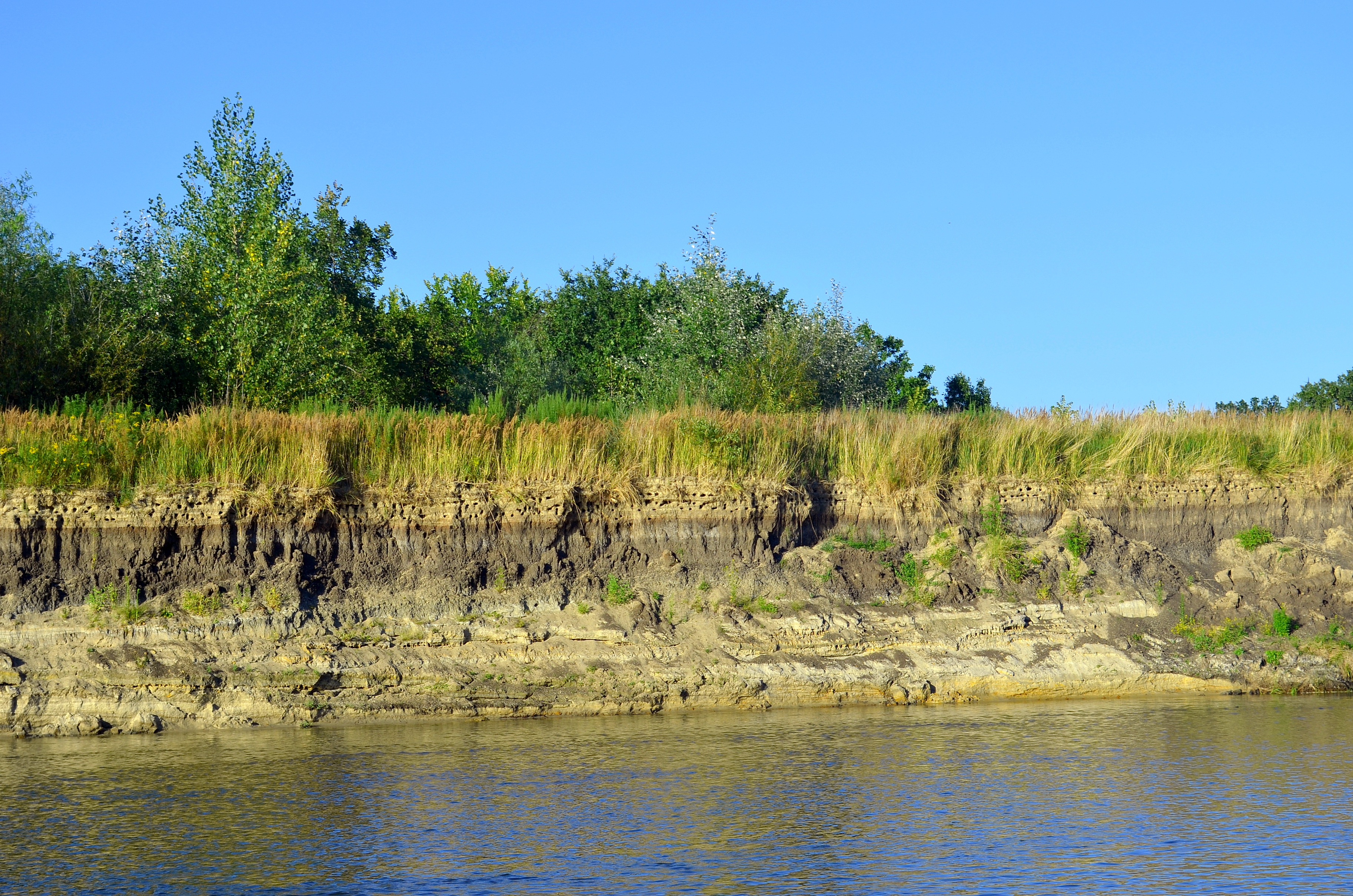
Надрічкова тераса Хопра, у верхній частині якої видно нірки берегових ластівок.

Попри значну кількість водойм у заповіднику гніздується не так багато водоплавних і коловодних птахів, оскільки через затіненість лісових озер в них мало очеретяних хащ, в яких можна заховатись. У заплаві спостерігали на гніздуванні поодиноких бугаїв, крижнів, чорних крячків, лисок, мартинів звичайних, свищів, чирянок велику і малу. На Тальниковому озері мешкають лебеді-шипуни, а на болотах на схід від озера Юрмище гніздуються сірі журавлі. У заповіднику також існує колонія сірих чапель, в якій близько 100 пар. На прольотах кількість пернатих коловодного комплексу зростає до десятків тисяч, а журавлів — до 200 особин.
Тісно пов'язані з водоймами і птахи, що гніздуються у берегових урвищах. Це бджолоїдки звичайні, ластівки берегові, рибалочкі блакитні. Серед рідкісних птахів відкритих просторів слід зазначити дрохв і хохітв, які трапляються на заповідних теренах лише під час перельотів.

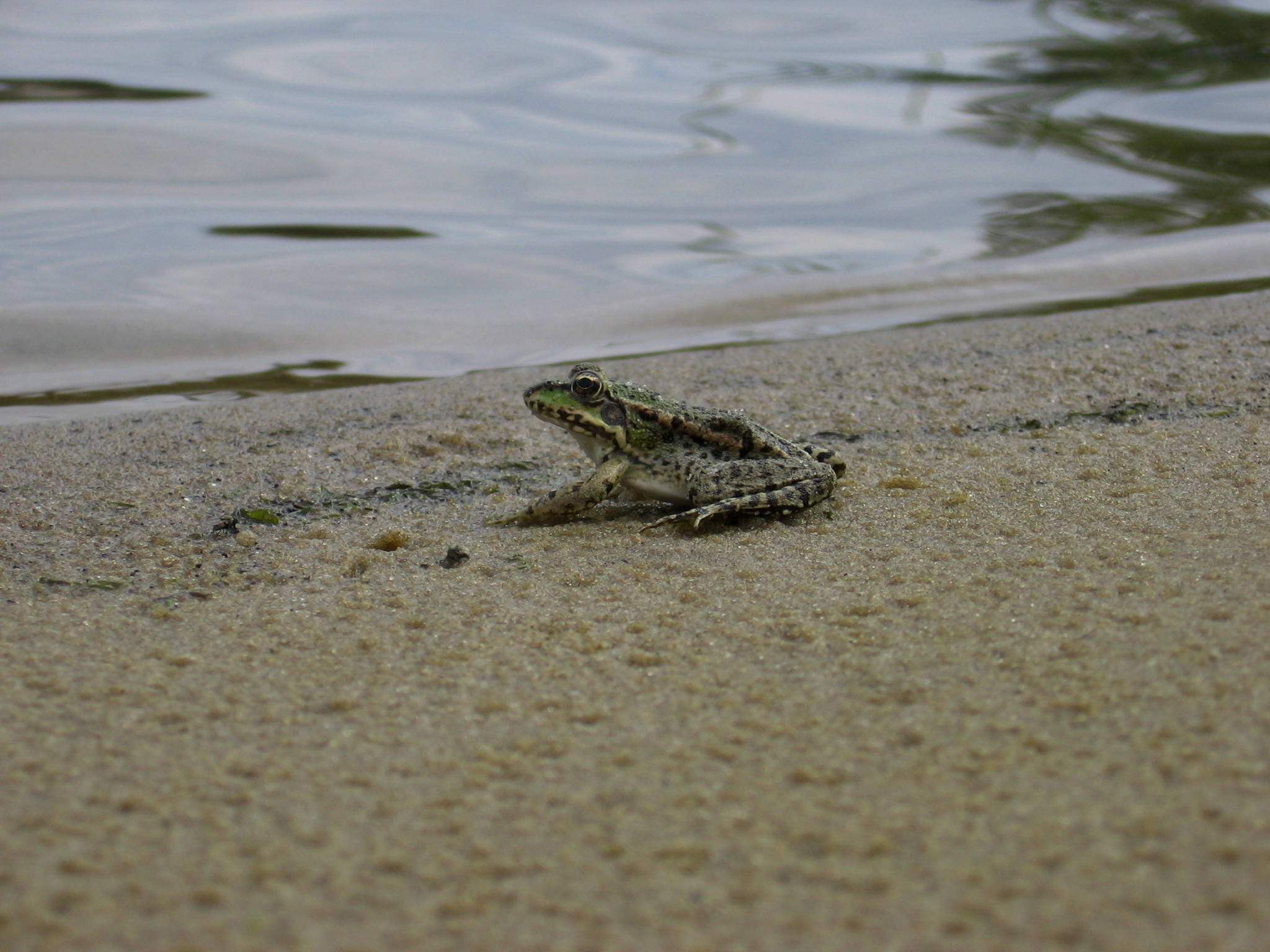
Жаби — найпомітніші земноводні заповідника.

Плазунів у Хоперському заповіднику чимало, однак вони представлені переважно тривіальними видами. Найчастіше можна спостерігати болотяних черепах, які гріються поблизу водойм. В усіх стаціях лісу трапляються вужі звичайні, ящірки прудкі та ящурки піщані, дещо менше гадюк звичайних і зовсім рідкісні мешканці сухих біотопів: веретільниця, гадюка степова, мідянка. З видів, занесених до Червоної книги Росії, слід зазначити гадюку Нікольського. Природні умови Хоперського заповідника сприятливі для земноводних, чиї голоси за потужністю можуть посперечатися з хором пернатих. В озерах домінують жаби гостроморді, озерні, ставкові, трав'яні. Трохи далі від берега віддаляються кумка червоночерева, ропухи звичайна і зелена, часничниця звичайна. Рідкісним земноводним у заповіднику можна вважати лише гребінчастого тритона.
Іхтіофауна заповідника типова для середньої смуги Росії. У річках та озерах басейну Хопра багато карасів звичайних і сріблястих, лящів, минів, окунів та пліток. Густо зарослим водоймам притаманні лини, а для глибоких плес характерні соми. Багаті рибні угіддя сприятливі для щук, які часто досягають великих розмірів. Рідше трапляються короп, підуст звичайний, рибець і стерлядь. У 1970—1980-х роках в межах заповідника ловили акліматизованих у Східній Європі білого амура і товстолобика, обидва види запливали сюди з угідь сусідніх рибальських господарств. З круглоротих у Хопрі зрідка ловиться мінога українська.
Фауна безхребетних Хоперського заповідника всебічно не досліджена. У дібровах переважають різні види жуків, личинки та імаго яких харчуються листям або корінням дерев, наприклад, хрущі. У лісовій підстилці багато кліщів і ківсяків. На відкритих просторах у вічі впадають здебільшого метелики, серед яких є такі рідкісні, як поліксена. Над водоймами літають бабки, крім того, у влітку у заповіднику надзвичайно чисельні мошки та комарі, які слугують кормом рибам, земноводним, деяким птахам.

## Стан екосистем
Терени Хоперського заповідника зазнали сильного антропогенного впливу ще до встановлення охоронного режиму. Практично усі цінні ліси на його території в той чи інший період були вирубані. Частково первинні деревостани відновились порослевим способом, частково їх замінили дерева менш цінних порід. Ситуацію погіршувало й те, що протягом перших 50 років існування заповідника охоронний режим в ньому не був повноцінним. На окремих ділянках дозволяли заготовлювати дрова, внаслідок чого за 50 років з охоронної зони вивезли понад 600 000 м³ лісу. Сучасний стан заповідних дібров задовільний: хоча в них переважають старі дерева, багато мертвих і частково всохлих дубів, однак загальна лісистість заповідних теренів збільшилась з 83,3 % до 85,7 %. Також дещо збільшилась частка притаманних заплаві Хопра дібров і вільшаників за рахунок зменшення площі під малоцінними вторинними осичняками.
Подальшому відновленню хоперських дібров заважають додаткові фактори — навантаження з боку копитних і зменшення оводненості території. Серед копитних найбільшу шкоду дібровам наносять олені, які живляться молодими дубочками, та кабани, які переривають лісову підстилку, знищуючі рідкісні трав'яні рослини. Задля зменшення шкоди, яку наносять копитні, у заповіднику повністю відмовились від програми реакліматизації зубрів, а також систематично відловлюють оленів і диких свиней. Наразі така стратегія дозволяє підтримувати наявну екологічну рівновагу. Стан водойм Хоперського заповідника невпинно погіршується через поєднання двох факторів: зменшення лісистості навколишніх земель і глобальне потепління. Через скорочення лісових насаджень навколо охоронної зони водойми заповідника невпинно міліють, а підвищення температури влітку сприяє інтенсивному розвиткові в них мікрофлори. З 1940 по 1980 рік площа водного дзеркала усіх заплавних водойм зменшилась на 20 %, частина з них перетворилась на болота, а частина лук заросла чагарниками. Зменшення площі водойм — головний чинник, що обмежує подальше відновлення популяції хохулі, а обміління спричинює зимові придухи риби. Для подолання останньої проблеми залучають місцевих рибалок, яким за допомогу в прорубанні ополонок дозволяють обмежено рибалити.
Браконьєрство залишається актуальною проблемою Хоперського заповідника. Якщо у першій половині XX століття воно стосувалось здебільшого незаконних заготівель деревини і полювання на велику дичину, то тепер часто трапляються випадки незаконного рибальства. Також нерідкісні порушення охоронного режиму місцевими мешканцями і туристами, чому сприяє значна протяжність кордонів заповідника і наближеність його до міста Новохоперськ. На окремих ділянках заплава Хопра страждає від забруднення стоками навколишніх населених пунктів. У перспективі розглядають приєднання до заповідника південної частини Теллермановського лісу, болота Отделець і лісового урочища Діброва.

## Наукова діяльність
Перші праці наукового спрямування Хоперський заповідник почав вести у 1936 році. Це був Літопис природи, в якому описані усі фенологічні явища на його території. Літопис ведеться і до сьогодні, а з 1940 року періодично виходять збірки наукових праць співробітників цієї природоохоронної установи. Найпершими науковцями в хоперській заплаві стало подружжя Красовських. Зоолог В. П. Красовський досліджував біологію й екологію хохулі, йому належать цінні етологічні відкриття щодо поведінки цього виду. Його дружина, ботанік С. А. Красовська, вивчала рослинність, у воєнні роки ці дослідження продовжила В. Д. Александрова, повторну інвентаризацію флори здійснив у 1946—1948 роках С. І. Машкін. Першу інвентаризацію фауни виконав І. П. Ізмайлов. У 1950-х роках в заповіднику вивчали біологію бобрів під керівництвом Ю. В. Дьякова. З 1970 років і дотепер наукові дослідження в Хоперському заповіднику ведуть переважно за трьома напрямками: 1) дослідження різних аспектів біології хохулі; 2) обстеження кормової бази копитних; 3) вивчення динаміки лісовідновлення.
Сучасна наукова база Хоперського заповідника включає 312 постійних об'єктів спостережень. Серед них 108 пробних майданчиків, 65 профілів і маршрутів, 20 водомірних постів, 32 свердловини та 4 колодязя. Мережа висотних реперів охоплює 43 об'єкти. На 39 водоймах постійно досліджуються гідрологічні показники. Заповідник володіє власним метеорологічною станцією, до послуг його співробітників працює наукова бібліотека. Така осяжна науково-технічна база дозволяє проводити навчання студентів-біологів. За всю історію тут пройшли літню практику понад 3000 студентів Московського, Воронезького, Саратовського університетів, а також аспіранти з Австралії, Голландії, Німеччини, Нової Зеландії, ПАР, Польщі, Португалії, США, Чехії тощо.

## Туризм
Наближеність до кордонів заповідника різних населених пунктів сприяла перетворенню його на центр екологічної просвіти і туризму. В 1937 році тут відкрили Музей природи, експозиція якого складається переважно з таксидермічних виробів і знайомить з розмаїттям заповідної фауни. Лише тут можна побачити мешканців охоронної зони, які ведуть прихований спосіб життя і яких в звичайних умовах неможливо спостерігати стороннім відвідувачам. Щорічно музей відвідує 2500—3000 осіб.
Працівники заповідника співпрацюють із Новохоперською станцією юних натуралістів, місцевими краєзнавчими музеями, Воронезькою обласною бібліотекою, дошкільними закладами, де проводять лекції, щорічні фотовиставки, акції «Марш парків» і «Нагодуйте птахів». В організованому за їх допомогою районному конкурсі «Світ заповідної природи» взяло участь 2000 дітей. З 1997 року на базі заповідника діє екологічний табір «Веселка», на базі якого пройшли учнівську практику близько 1000 школярів з усієї країни.

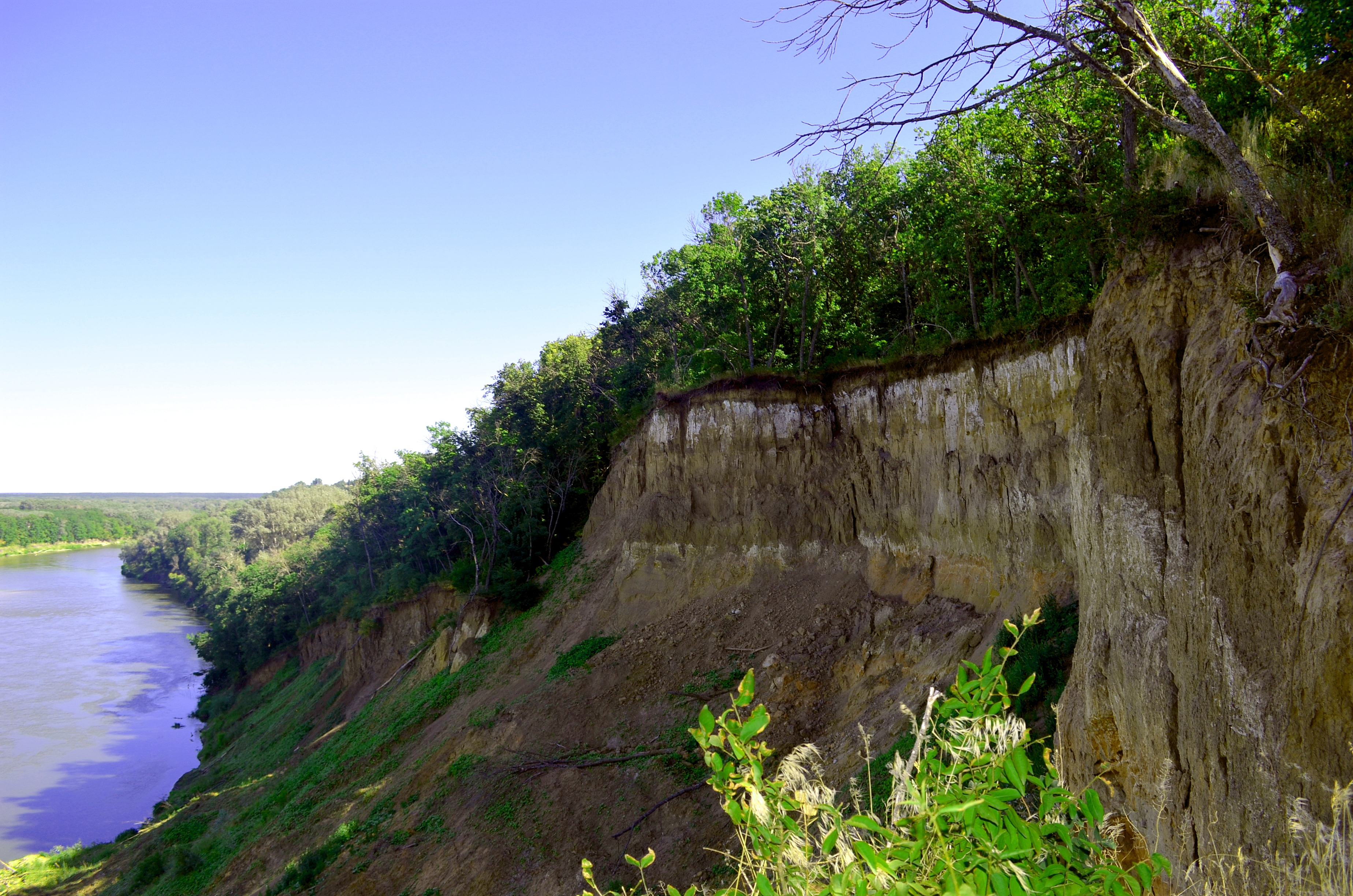
Крутий яр з відслоненнями гірських порід — один з туристичних об'єктів заповідника.

Щоби зменшити ризик протизаконного проникнення на охоронювану територію неподалік від кордонів заповідника прокладено чотири туристичних маршрути. Так, автобусний маршрут «Екосистеми Хоперського заповідника» протяжністю 50 км знайомить гостей з типовими ландшафтами охоронної зони: вільшаниками, озерами Соснове і Серебрянка Городська, Бобровим каньйоном (підтоплений бобрами ліс), надрічковими урвищами і місцевою пам'яткою природи «Дуб» (дерево-старожил). Веломаршрутом «Тур де Хопер» завдовжки 26 км можна скористатись самостійно або у супроводі екскурсовода. Піший маршрут «Легенди Хопра» протяжністю 5 км пролягає через декілька водойм, пляжів, урочищ, де можна побачити сліди диких звірів. Для найбільш досвідчених туристів діє водний маршрут по Хопру. Він передбачає триденний сплав на байдарках з ночівлею на спеціальних стоянках. Також до послуг туристів усіх категорій облаштовані гостьові будиночки.
У місці розташування адміністрації Хоперського заповідника, в селі Варваріне, знаходяться декілька історичних пам'яток, що є зразками російської народної архітектури другої половини XIX століття. Це дім керуючого Алфьорівським удільним маєтком (1890), будівля колишньої земської школи (1901), дім купця Клочкова (1880), руїни церкви святої великомучениці Варвари (кінець XIX століття). До цієї категорії відноситься і будинок Музею природи (1890), що є зразком типової селянської садиби. До туристичних об'єктів також належать мальовничі алеї садиби Раєвських, обсаджені сторічними тополями і кримськими соснами. Обидві знаходяться неподалік в'їзду до Південного лісництва заповідника.